# Международная экономическая организация
Международная экономическая организация — организация, созданная на основе международных соглашений с целью унификации, регулирования, выработки совместных решений в сфере международных экономических отношений .
Международные экономические организации в зависимости от направлений делятся на универсальные и специализированные.

## Универсальные организации
К универсальным международным экономическим организациям относятся:
- Экономический и Социальный совет ООН (ЭКОСОС)
- Всемирная торговая организация
- Организация экономического сотрудничества и развития (ОЭСР)
- Азиатско-тихоокеанское экономическое сотрудничество (АТЭС)
- Ассоциация государств Юго-Восточной Азии (АСЕАН)
- Европейская экономическая комиссия ООН
- Международная торговая палата
- Организация Черноморского экономического сотрудничества
- другие универсальные экономические организации

## Специализированные организации
К специализированным международным экономическим организациям относятся организации, в сферу деятельности которых входит определенный более узкий круг экономических отношений. Примерами таких организаций являются:
- Всемирная организация интеллектуальной собственности
- Консультативная служба по международным инвестициям
- Комиссия ООН по праву международной торговли (ЮНСИТРАЛ)
- Организация Объединённых Наций по промышленному развитию (ЮНИДО)
- Международная ассоциация воздушного транспорта
- Международная морская организация
- Всемирная таможенная организация
- Всемирная туристская организация
- Международный автотранспортный союз
- Международный газовый союз
- Международный союз железных дорог
- Организация стран-экспортёров нефти (ОПЕК)
- Продовольственная и сельскохозяйственная организация ООН (ФАО)
- Международный институт статистики
- Международный институт унификации частного права (УНИДРУА)
- другие специализированные экономические организации

## Международные финансовые организации
В особую группу международных экономических организаций можно выделить международные финансовые организации:
- Международный валютный фонд (МВФ)
- Группа Всемирного банка
- Банк международных расчётов
- Европейский банк реконструкции и развития
- Европейский инвестиционный банк
- Азиатский банк развития
- Африканский банк развития
- Арабский валютный фонд
- Исламский банк развития
- Межамериканский банк развития
- Черноморский банк торговли и развития
- Евразийский банк развития
- Базельский комитет по банковскому надзору
- другие международные финансовые организации